# Championnat du Pérou de football 2003
Navigation
Saison précédente Saison suivante
La saison 2003 du Championnat du Pérou de football est la soixante-quinzième édition du championnat de première division au Pérou. La compétition regroupe les douze meilleures équipes du pays.
La saison est scindée en deux tournois indépendants :
- Tournoi ouverture : les douze équipes sont regroupées au sein d'une poule unique où elles s'affrontent deux fois, à domicile et à l'extérieur. Le club en tête du classement se qualifie pour la finale nationale.
- Tournoi clôture : les douze équipes sont regroupés au sein d'une poule unique où elles s'affrontent deux fois, à domicile et à l'extérieur. Le club en tête du classement se qualifie pour la finale nationale, sauf s'il a déjà remporté le tournoi ouverture, auquel cas il est automatiquement sacré champion.

Un classement cumulé des deux tournois permet de déterminer les clubs qualifiés pour le barrage pré-Libertadores. De plus, deux places en Copa Sudamericana 2003 sont disputés entre les quatre premiers du tournoi Ouverture.
C'est le club d'Alianza Lima qui remporte la compétition après avoir gagné le tournoi Clôture puis battu le Sporting Cristal en finale du championnat. C'est le 20e titre de champion du Pérou de l'histoire du club. La règle décidée par la fédération péruvienne est modifiée :  elle interdit désormais à un des gagnants de tournoi de participer à la finale s'il ne finit pas dans les six premiers de l'autre tournoi.
Une grève des joueurs a conduit à l'interruption du tournoi de Clôture. Le classement est donc resté tel qu'il était après la 15e journée et l'Alianza Lima, leader au moment de la grève, est donc déclaré vainqueur du tournoi.

## Les clubs participants
| - Alianza Lima - Sport Boys - Cienciano del Cusco - Universitario de Deportes - Coronel Bolognesi - Estudiantes de Medicina | - Alianza Atlético - FBC Melgar - Sporting Cristal - Atlético Universidad - Promu de Segunda División - Deportivo Wanka - Unión Huaral - Promu de Segunda División |

## Compétition
Le barème utilisé pour établir les différents classements est le suivant :
- Victoire : 3 points
- Match nul : 1 point
- Défaite, forfait ou abandon : 0 point

### Tournoi Ouverture
| Rang | Équipe                    | Pts | J  | G  | N | P  | Bp | Bc | Diff |
| ---- | ------------------------- | --- | -- | -- | - | -- | -- | -- | ---- |
| 1    | Sporting CristalT         | 49  | 22 | 15 | 4 | 3  | 50 | 20 | +30  |
| 2    | Alianza Lima              | 46  | 22 | 14 | 4 | 4  | 40 | 20 | +20  |
| 3    | Coronel Bolognesi         | 35  | 22 | 9  | 8 | 5  | 30 | 22 | +8   |
| 4    | Cienciano del Cusco       | 34  | 22 | 10 | 4 | 8  | 31 | 22 | +9   |
| 5    | Sport Boys                | 31  | 22 | 8  | 7 | 7  | 34 | 28 | +6   |
| 6    | Alianza Atlético          | 29  | 22 | 7  | 8 | 7  | 29 | 28 | +1   |
| 7    | Unión HuaralP             | 29  | 22 | 8  | 5 | 9  | 28 | 40 | -12  |
| 8    | Universitario de Deportes | 28  | 22 | 7  | 7 | 8  | 32 | 35 | -3   |
| 9    | FBC Melgar                | 22  | 22 | 5  | 7 | 10 | 20 | 30 | -10  |
| 10   | Estudiantes de Medicina   | 21  | 22 | 6  | 3 | 13 | 23 | 35 | -12  |
| 11   | Deportivo Wanka           | 19  | 22 | 4  | 7 | 11 | 22 | 31 | -9   |
| 12   | Atlético UniversidadP     | 18  | 22 | 4  | 6 | 12 | 25 | 43 | -18  |

|  | Qualification pour la finale nationale            |
|  | Participation au barrage pré-Sudamericana         |
|  | T : Tenant du titre P : Promu de Segunda División |

#### Barrage pré-Sudamericana
| Équipe 1            | Résultat | Équipe 2          | Aller | Retour |
| ------------------- | -------- | ----------------- | ----- | ------ |
| Cienciano del Cusco | 3 - 2    | Sporting Cristal  | 1 - 1 | 2 - 1  |
| Alianza Lima        | 2 - 1    | Coronel Bolognesi | 0 - 0 | 2 - 1  |

### Tournoi Clôture
| Rang | Équipe                    | Pts | J  | G  | N | P  | Bp | Bc | Diff |
| ---- | ------------------------- | --- | -- | -- | - | -- | -- | -- | ---- |
| 1    | Alianza Lima              | 34  | 15 | 10 | 4 | 1  | 29 | 9  | +20  |
| 2    | Alianza Atlético          | 29  | 15 | 8  | 5 | 2  | 25 | 13 | +12  |
| 3    | Sporting CristalT         | 27  | 15 | 7  | 6 | 2  | 29 | 18 | +11  |
| 4    | Sport Boys                | 27  | 15 | 8  | 3 | 4  | 27 | 17 | +10  |
| 5    | Coronel BolognesiP        | 25  | 15 | 8  | 1 | 6  | 24 | 18 | +6   |
| 6    | FBC Melgar                | 22  | 15 | 7  | 1 | 7  | 26 | 22 | +4   |
| 7    | Unión HuaralP             | 21  | 15 | 6  | 3 | 6  | 12 | 17 | -5   |
| 8    | Cienciano del Cusco       | 15  | 14 | 4  | 3 | 7  | 17 | 20 | -3   |
| 9    | Atlético Universidad      | 15  | 14 | 4  | 3 | 7  | 10 | 18 | -8   |
| 10   | Universitario de Deportes | 13  | 15 | 3  | 4 | 8  | 12 | 21 | -9   |
| 11   | Deportivo Wanka           | 13  | 15 | 3  | 4 | 8  | 11 | 24 | -13  |
| 12   | Estudiantes de Medicina   | 6   | 15 | 1  | 3 | 11 | 10 | 35 | -25  |

|  | Qualification pour la finale nationale            |
|  | T : Tenant du titre P : Promu de Segunda División |

### Classement cumulé
| Rang | Équipe                    | Pts | J  | G  | N  | P  | Bp | Bc | Diff |
| ---- | ------------------------- | --- | -- | -- | -- | -- | -- | -- | ---- |
| 1    | Alianza Lima Clo          | 80  | 37 | 24 | 8  | 5  | 69 | 29 | +40  |
| 2    | Sporting CristalT Ouv     | 76  | 37 | 22 | 10 | 5  | 79 | 38 | +41  |
| 3    | Coronel Bolognesi         | 60  | 37 | 17 | 9  | 11 | 54 | 50 | +4   |
| 4    | Sport Boys                | 58  | 37 | 16 | 10 | 11 | 61 | 45 | +16  |
| 5    | Alianza Atlético          | 58  | 37 | 15 | 13 | 9  | 54 | 41 | +13  |
| 6    | Unión HuaralP             | 50  | 37 | 14 | 8  | 15 | 40 | 57 | -17  |
| 7    | Cienciano del Cusco       | 49  | 36 | 14 | 7  | 15 | 48 | 42 | +6   |
| 8    | FBC Melgar                | 44  | 37 | 12 | 8  | 17 | 46 | 52 | -6   |
| 9    | Universitario de Deportes | 41  | 37 | 10 | 11 | 16 | 44 | 56 | -12  |
| 10   | Atlético UniversidadP     | 33  | 36 | 8  | 9  | 19 | 35 | 61 | -26  |
| 11   | Deportivo Wanka           | 32  | 37 | 7  | 11 | 19 | 33 | 55 | -22  |
| 12   | Estudiantes de Medicina   | 27  | 37 | 7  | 6  | 24 | 10 | 35 | -25  |

|  | Qualification pour la Copa Libertadores 2004 (vainqueur d'un tournoi) |
|  | Qualification pour le barrage pré-Libertadores                        |
|  | T : Tenant du titre P : Promu de Segunda División                     |

### Barrage pré-Libertadores

#### Tour préliminaire
| Équipe 1     | Résultat | Équipe 2            | Aller | Retour |
| ------------ | -------- | ------------------- | ----- | ------ |
| Unión Huaral | 2 - 4    | Cienciano del Cusco | 2 - 2 | 0 - 2  |

#### Groupe de barrage
| Rang | Équipe              | Pts | J | G | N | P | Bp | Bc | Diff |  | Résultats (▼ dom., ► ext.) | Cien | Alia | Bolo |
| ---- | ------------------- | --- | - | - | - | - | -- | -- | ---- |  | -------------------------- | ---- | ---- | ---- |
| 1    | Cienciano del Cusco | 6   | 2 | 2 | 0 | 0 | 3  | 0  | +3   |  | Cienciano del Cusco        |      | 1-0  |      |
| 2    | Alianza Atlético    | 3   | 2 | 1 | 0 | 1 | 1  | 1  | 0    |  | Alianza Atlético           |      |      | 1-0  |
| 3    | Coronel Bolognesi   | 0   | 2 | 0 | 0 | 2 | 0  | 3  | -3   |  | Coronel Bolognesi          | 0-2  |      |      |
| 4    | Sport Boys forfait  |     |   |   |   |   |    |    |      |  |                            |      |      |      |

|  | Qualification pour la Copa Libertadores 2004      |
|  | Qualification pour la Copa Sudamericana 2004      |
|  | T : Tenant du titre P : Promu de Segunda División |

### Match pour le titre
| Équipe 1     | Résultat | Équipe 2         |
| ------------ | -------- | ---------------- |
| Alianza Lima | 2 - 1 ap | Sporting Cristal |

## Bilan de la saison
| Championnat du Pérou de football 2003 |                                  |
| Champion                              | Alianza Lima (20e titre)         |
| Qualifications continentales          |                                  |
| Copa Libertadores 2004                | Alianza Lima                     |
| Copa Libertadores 2004                | Sporting Cristal                 |
| Copa Libertadores 2004                | Cienciano del Cusco              |
| Copa Sudamericana 2003                | Cienciano del Cusco              |
| Copa Sudamericana 2003                | Alianza Lima                     |
| Copa Sudamericana 2004                | Cienciano del Cusco (tenant)     |
| Copa Sudamericana 2004                | Alianza Atlético                 |
| Copa Sudamericana 2004                | Coronel Bolognesi                |
| Promotions et relégations             |                                  |
| Promus en Primera División            | Universidad San Martin de Porres |
| Promus en Primera División            | Universidad César Vallejo        |
| Relégués en Segunda División          | Aucun                            |